# Martin Engelbrecht
Martin Engelbrecht, né le 16 septembre 1684 à Augsbourg et mort le 18 janvier 1756 à Augsbourg, est un graveur et éditeur allemand.

## Biographie
Martin Engelbrecht travaille d'abord à Berlin, en association avec son frère le graveur Christian Engelbrecht. En 1711, il s'installe à Augsbourg, où il fonde en 1719 une maison d'édition d'estampes. Il obtient cette même année son premier privilège impérial pour protéger ses créations de la copie.
Il se marie en 1718 avec Sibylla Wickert, la fille d'un orfèvre.
Martin Engelbrecht est élu conseiller de la ville d'Augsbourg en 1743.
Il décède à Augsbourg le 17 janvier 1756.

## Œuvre
Son œuvre de graveur et d'éditeur compte de nombreuses vues de villes, des portraits et des scènes religieuses. Il s'est particulièrement illustré dans le domaine des découpures et des théâtres perspectifs.

### Théâtres perspectifs ou théâtres d'optique
Les théâtres perspectifs de papier sont une spécialité de Martin Engelbrecht. Il s'agit de petits décors, composées de 6 à 8 estampes coloriées et évidées, de façon à former des châssis de coulisses, à la façon des décors de théâtre contemporain.
Les estampes sont placées dans des boîtes optique, munies d'une lentille grossissante et éventuellement d'un miroir. Le dispositif accentue l'effet de profondeur et participe du plaisir du visionnement.

En France, cette production est désignée sous les appellations de « Petits Théâtres » ou de « Théâtre d'optique ». Les Allemands les qualifient de « Kulissen Theater », « Guckkasten Theater » ou de « Perspektivtheater ». 

Théâtres d'optique
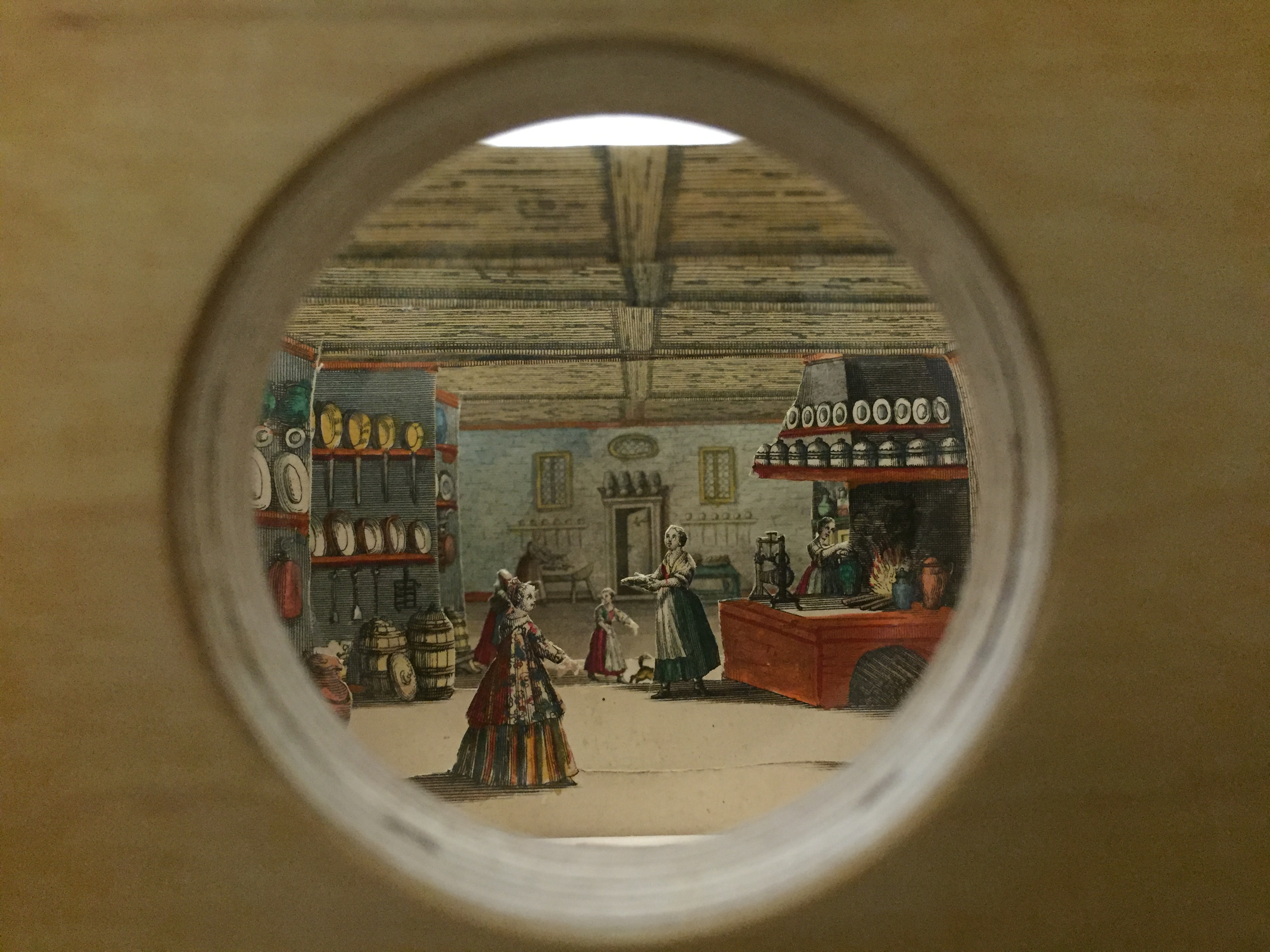
Théâtre optique figurant une cuisine
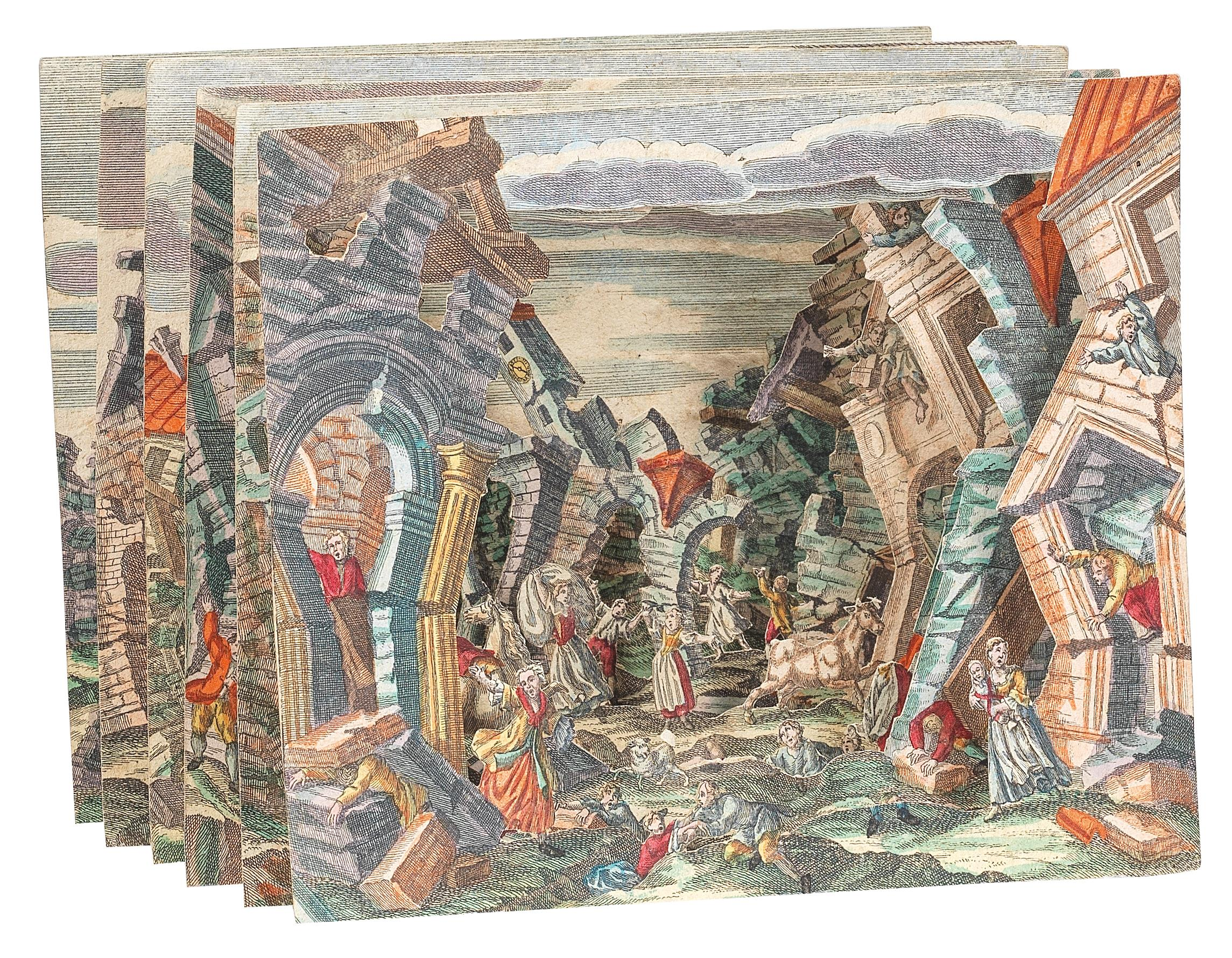
Théâtre optique figurant un tremblement de terre
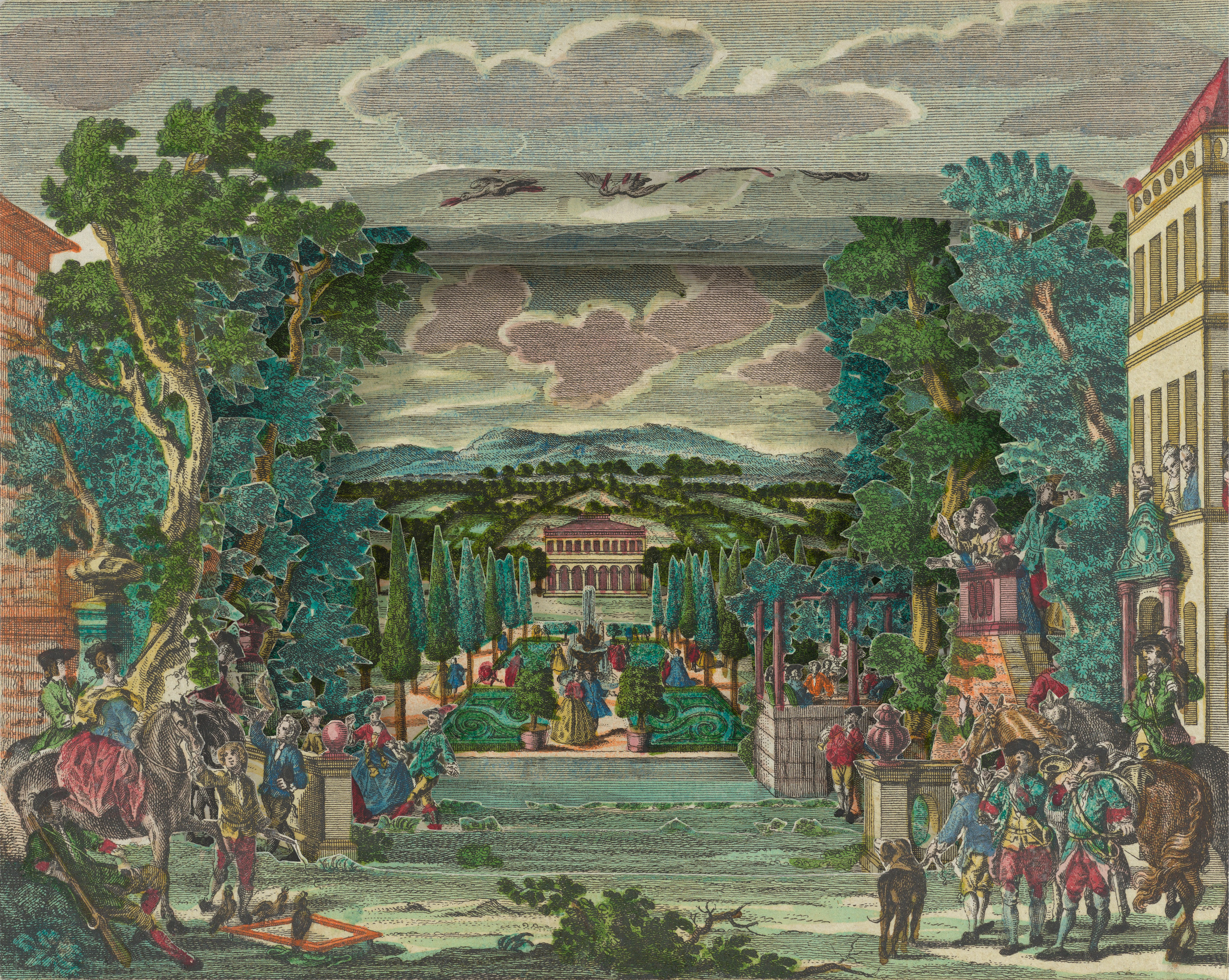
Théâtre optique figurant un jardin italien
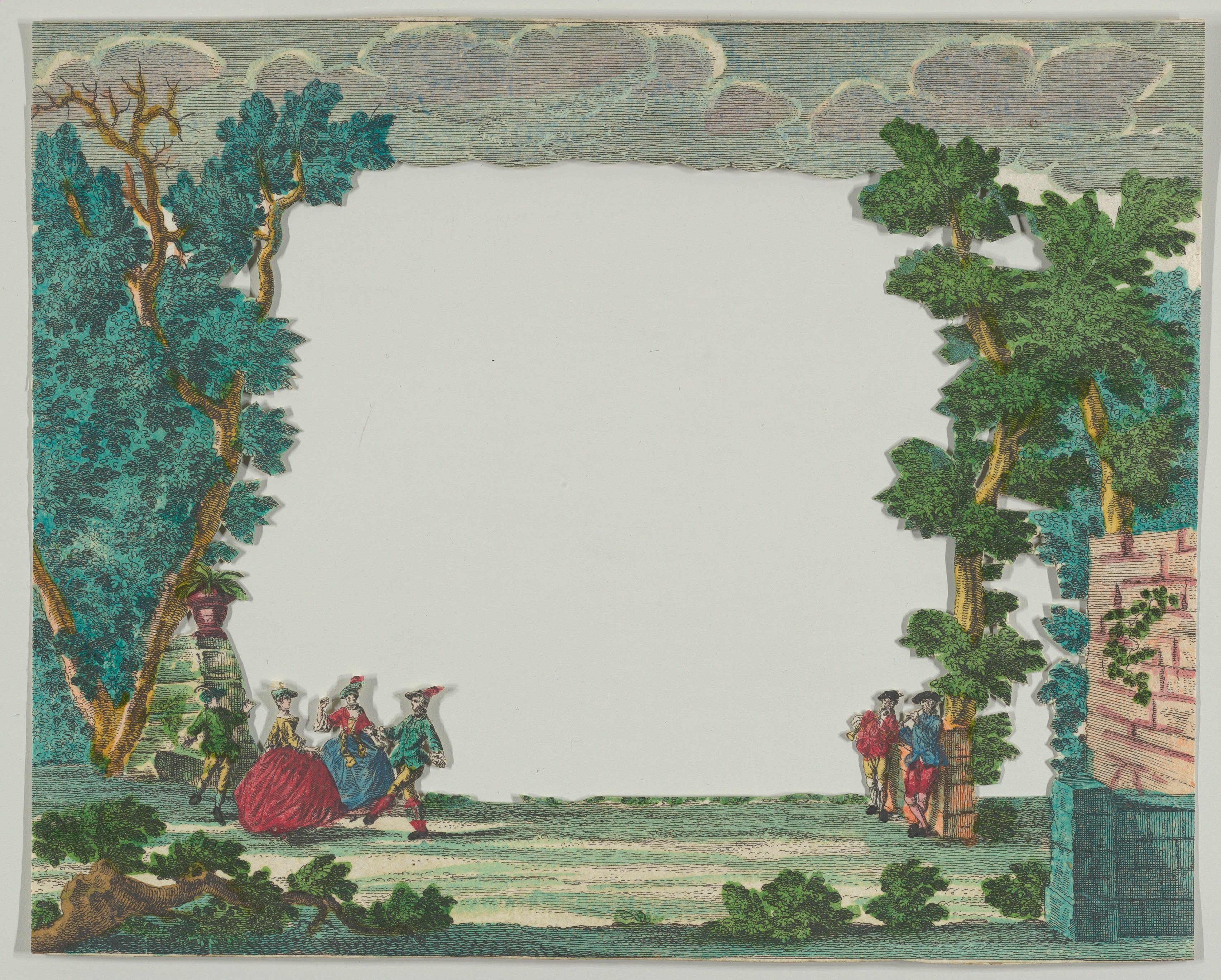
Planche découpée pour un théâtre optique

Cette production de théâtres perspectifs débute probablement vers 1740. Martin Engelbrecht alimente plusieurs séries, de 3 dimensions différentes (16 x 21 cm, 9 x 14 cm, 7,5 x 9 cm). Le catalogue de ses produits n'est malheureusement pas conservé. Alberto Milano et Wolfgang Seitz ont établi, en 1987 un répertoire référençant au moins 67 sujets de théâtres perspectifs. Depuis, les recherches ont montré que leur nombre était bien plus important et Alberto Milano a proposé en 2005 d'estimer la production à au moins 350 sujets différents.
Les thématiques traitées en théâtres d'optique sont très divers : scènes tirées de l'Ancien et du Nouveau Testament, vues de villes, paysages champêtres, jardins, parcs, catastrophes naturelles, scènes de la vie quotidienne, batailles, allégorie des sens ou des saisons.
Cette production entretient des liens étroits avec le décor de théâtre contemporain : plusieurs sujets s'inspirent très directement des créations des Bibiena et de Pietro Righini.
Après la mort d'Engelbrecht, la production se poursuit encore quelques années, probablement jusqu'aux années 1770. Au XIXe siècle, les polyorama panoptiques, reprennent le même principe.

### Découpures
La maison d'édition d'Engelbrecht s'est illustré dans le genre des découpures, des gravures figurant des sujets variées, destinées à être découpées et collées sur des supports variés, de façon à les orner. Ce type de pratique est désigné sous le nom d'arte povera.
À Augsbourg, plusieurs éditeurs produisent ce type d'images : les héritiers de Jeremias Wolff, Christoph Weigel, Joh. Christian Lépolod. La production d'Engelbrecht se distingue de celle de ses concurrents par son extrême diversité : Alberto Milano estime que son offre dépasse les 3000 feuilles.
Les découpures produites à Augsbourg ont été exportées dans toute l'Europe, et copiées par des éditeurs concurrents, notamment par Remondini à Bassano del Grappa.

### Portraits
- Philipp Gottfried Harder
- Joseph Schaitberger

### Mythologie
- Les Quatre Âges de l'Humanité (L'Âge d'Or, L'Âge d'Argent, L'Âge d'Airain, L'Âge de Fer)

Sélection d'œuvres de Martin Engelbrecht
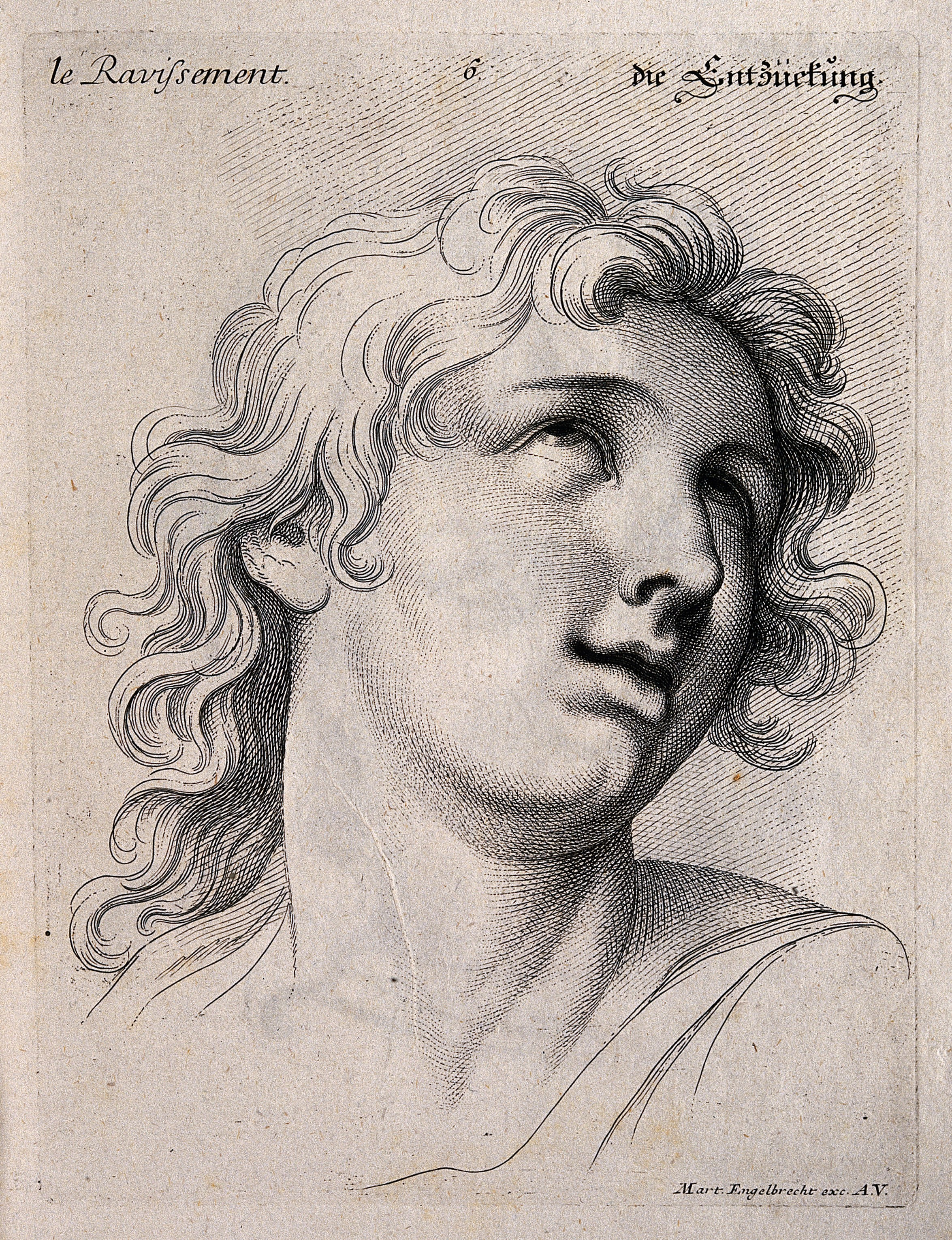
Un visage exprimant le ravissement (1732), d'après Charles Le Brun.
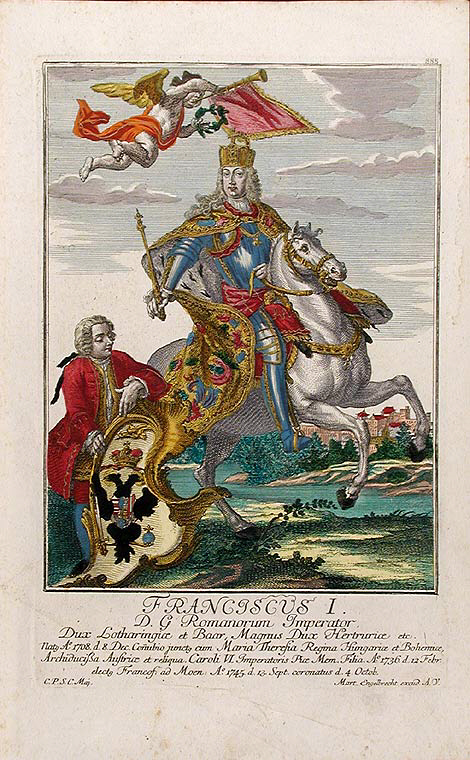
Le Roi François Ier (ca. 1745).
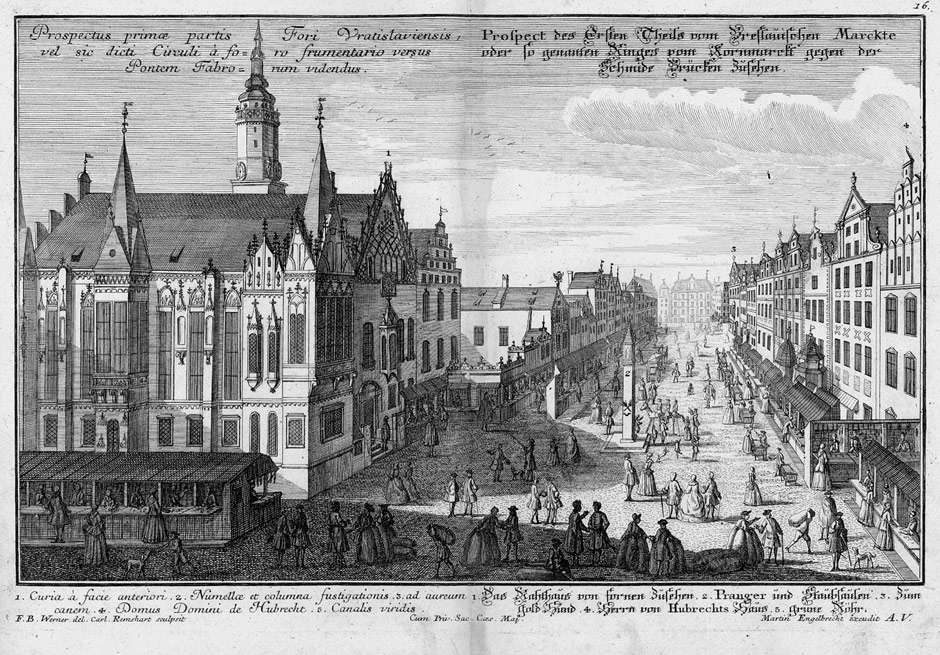
Vue de Breslau (ca. 1736)
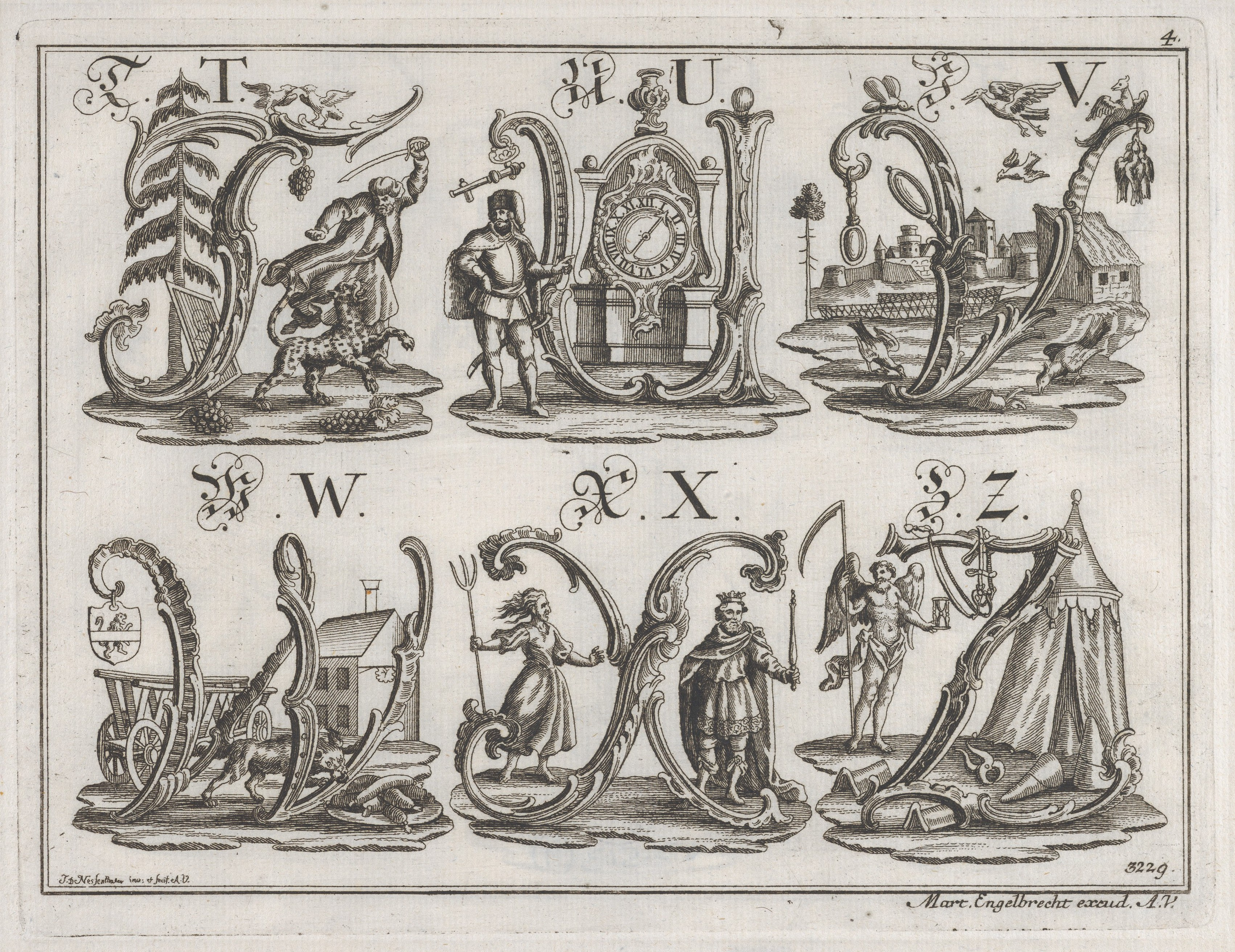
Alphabet romain décoré (n. d.)